# Burgstall Eschenlohe
Burgstall Eschenlohe bezeichnet eine abgegangene Höhenburg in Spornlage bei 665 m ü. NHN auf dem sogenannten Burgstallberg, auch Vestbühl, Vestbühel, Vestbichel genannt, im Gebiet der Gemeinde Eschenlohe im Landkreis Garmisch-Partenkirchen in Bayern. Die Anlage wird als Bodendenkmal unter der Aktennummer D-1-8433-0006 im Bayernatlas als „Burgstall des hohen und späten Mittelalters ("Burg Eschenlohe") sowie untertägige frühneuzeitliche Befunde im Bereich der Kath. Kapelle St. Nikolaus auf dem Vestbichel“ geführt. 

## Geschichte
Die Burg wurde Mitte des 12. Jahrhunderts von den Grafen von Eschenlohe erbaut und 1157 mit einem „Werinher de Eccillohe“ erwähnt. Zwischen 1208 und 1228 wurde die Burg neu befestigt. Als spätere Besitzer werden 1294 das Hochstift Freising, 1325 das Hochstift Augsburg und 1332 das Kloster Ettal genannt. Mitte des 14. Jahrhunderts wurde die Burg abgebrochen und vermutlich 1680 die verbliebene Ruine endgültig beseitigt. 

## Beschreibung
Von der ehemaligen Burganlage sind noch der Hauptwall, zwei Gräben mit Wallspuren sowie Grundmauerreste und Stollen erhalten.
Auf dem ehemaligen Burghügel befindet sich heute die Kapelle St. Nikolaus, zu deren Bau Steine der alten Burgruine verwendet wurden.

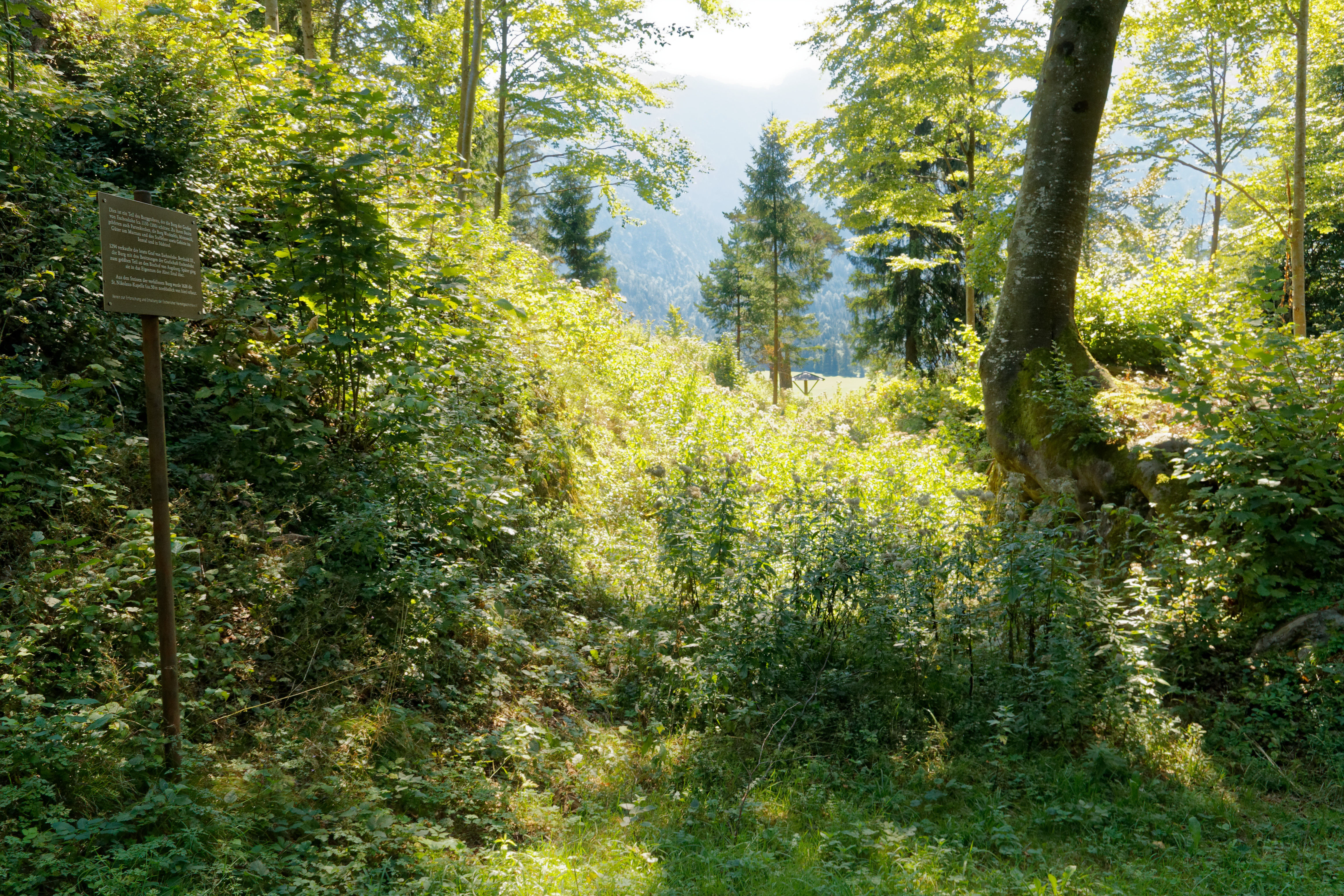
Ehemaliger Burggraben
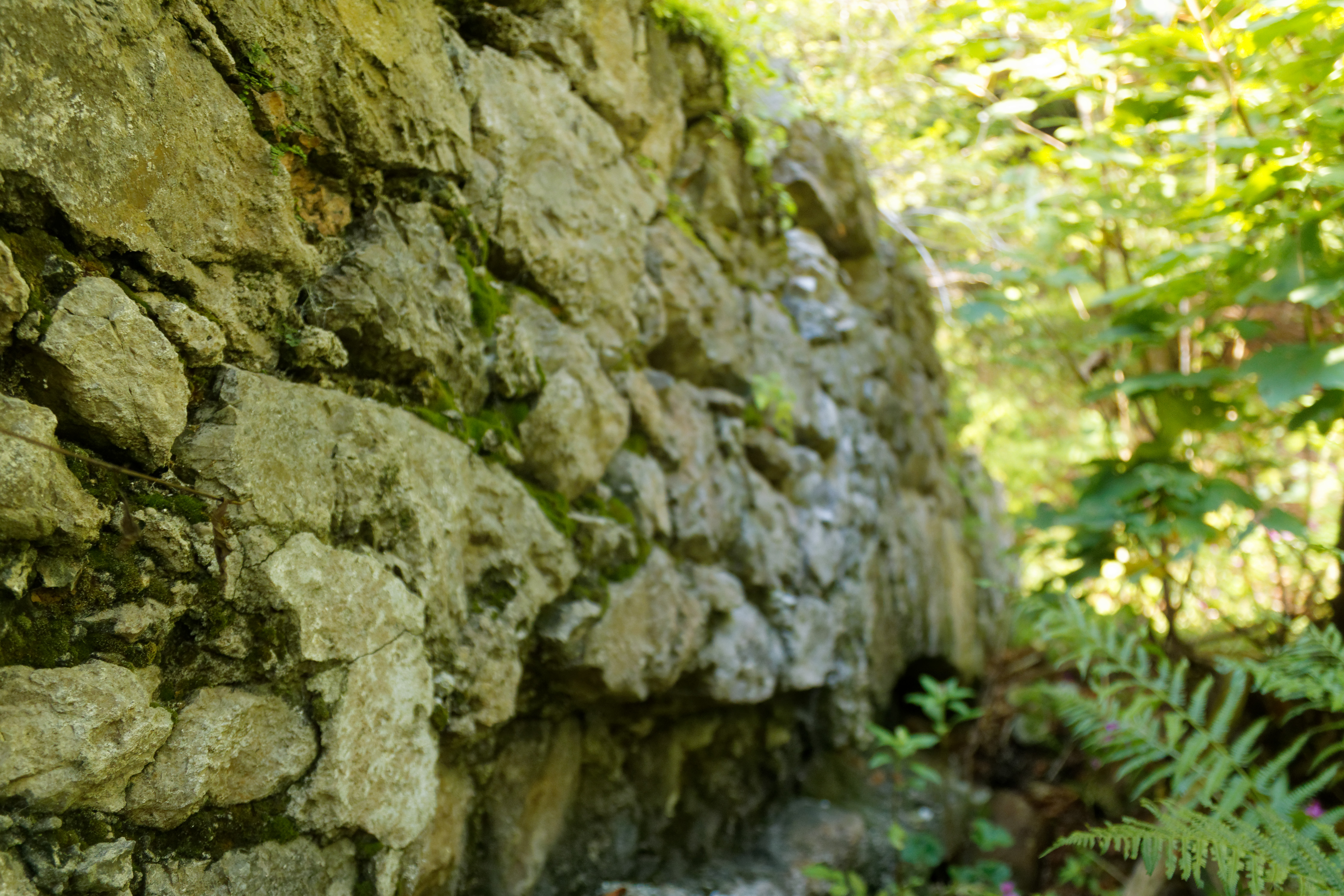
Mauerrest
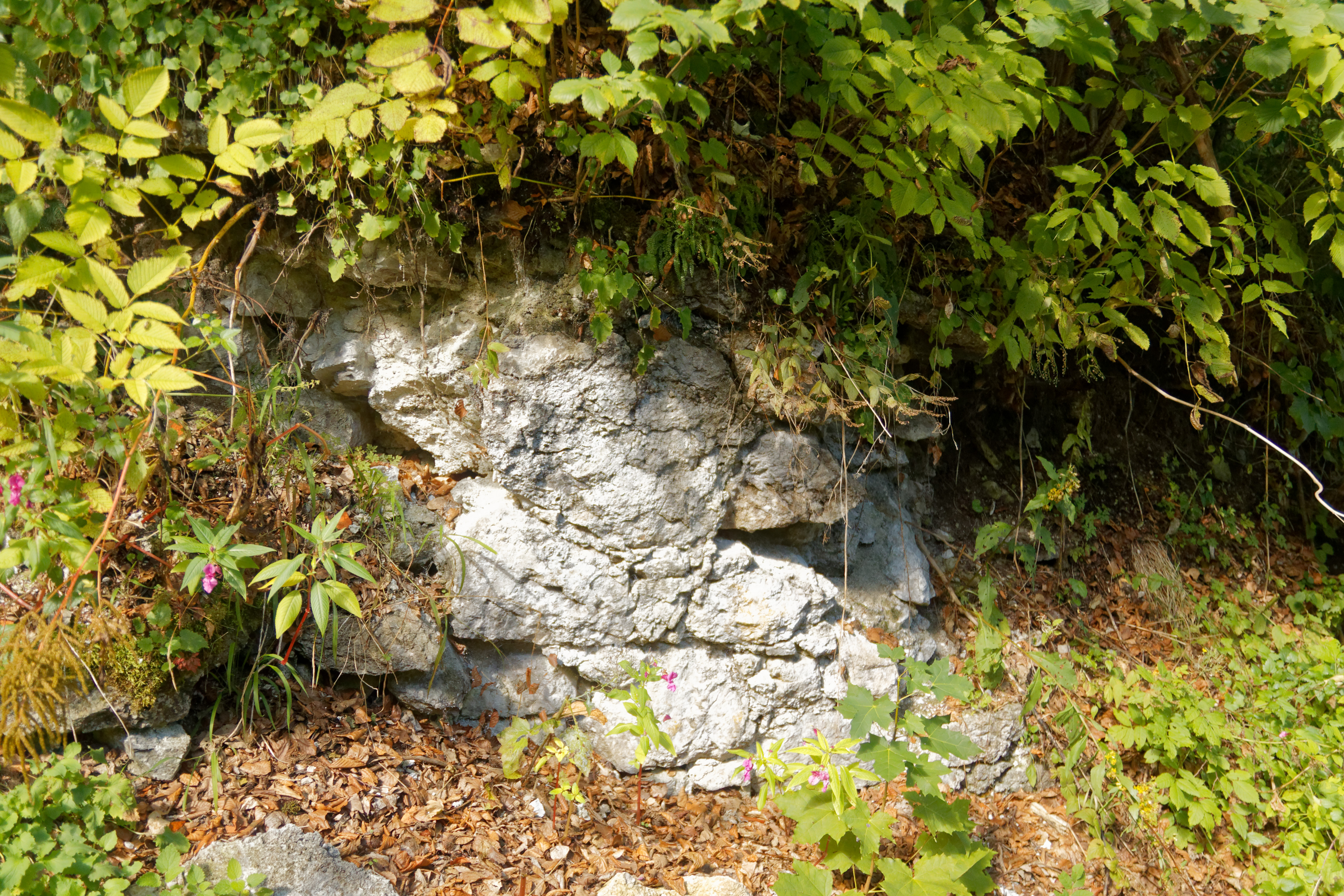
Mauerrest
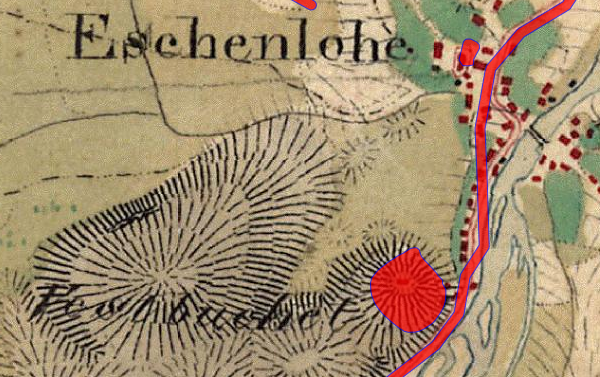
Lageplan von Burgstall Eschenlohe